# Francisco Ascaso
Francisco Ascaso Abadía (Almudévar, Huesca, 1 de abril de 1901-Barcelona, 20 de julio de 1936) fue, junto con Buenaventura Durruti, Federica Montseny y Juan García Oliver, uno de los máximos representantes del movimiento anarcosindicalista español de la Confederación Nacional del Trabajo, en el que militó desde su juventud formando el grupo «Los Solidarios».

## Biografía
Nace en el seno de una familia campesina de Aragón, originaria de Loscorrales, Nueno, Biscarrués y Tardienta. Eran diez hermanos, de los que solo sobrevivieron cuatro, y entre ellos se encontraban Domingo y Alejandro, también anarquistas como su primo Joaquín Ascaso. Su madre y su hermana María murieron en el exilio, así como el compañero de María, el anarquista Luis Riera, y su hija Sol, que fallecieron en los campos de concentración franceses. Alejandro se asentó en Costa Rica con identidad falsa y Domingo cayó asesinado por los comunistas durante los sucesos de mayo de 1937 defendiendo el edificio de la Telefónica en Barcelona. 
Panadero y camarero, se vinculó con la CNT e integró el grupo de acción llamado «Los Justicieros». Llegó a Barcelona en 1922, donde el grupo, que también integraban Buenaventura Durruti, Juan García Oliver, Ricardo Sanz, Antonio Ortiz y Gregorio Jover, pasó a llamarse «Los Solidarios». El grupo se enfrentó en acciones violentas a los pistoleros pagados por las patronales, que asesinaban sindicalistas, y participó en varios atracos a bancos.
Entre 1920 y 1922 estuvo preso en la cárcel de Predicadores de Zaragoza, con acusaciones de prácticas terroristas sobre sus espaldas. En 1923, antes del inicio de la dictadura de Primo de Rivera, Ascaso y algunos de sus compañeros tuvieron que exiliarse o esconderse, tras asesinar de veinte disparos al cardenal-arzobispo de Zaragoza, Juan Soldevila, en la capital aragonesa, el 4 de junio, dejando gravemente herido al chófer del cardenal, Santiago Castanera. También se le acusó del asalto del Banco de España en Gijón.
De allí Ascaso y Durruti, perseguidos por las autoridades, continuaron hacia América y participaron en un nuevo atraco a un banco, junto con anarquistas argentinos. De regreso en Francia luego de un par de años, Ascaso y Durruti fueron detenidos el 25 de junio de 1926, acusados de preparar un atentado contra el rey de España, Alfonso XIII que visitaba París; finalmente, ante la falta de pruebas, fueron expulsados y se les prohibió residir en Francia, Bélgica, Alemania, Suiza y otros países europeos.

Ascaso permaneció clandestinamente en Francia, hasta que en 1931, apenas proclamada la II República, regresó a España y fundó el grupo de acción "Nosotros", de corte más radical que la FAI. Participó activamente en las insurrecciones anarquistas de los primeros años de la república, y su activa participación en los sucesos ocurridos en la cuenca del Bajo Llobregat provocaron su destierro del país. En 1932 fue detenido y deportado a las colonia española de Guinea Ecuatorial (en la isla de Fernando Poo) y posteriormente al penal del Puerto de Santa María. En 1933 reapareció en Sevilla, donde fue detenido nuevamente. Al comenzar el año 1934 fue nombrado secretario general del Comité Regional de la CNT de Cataluña.

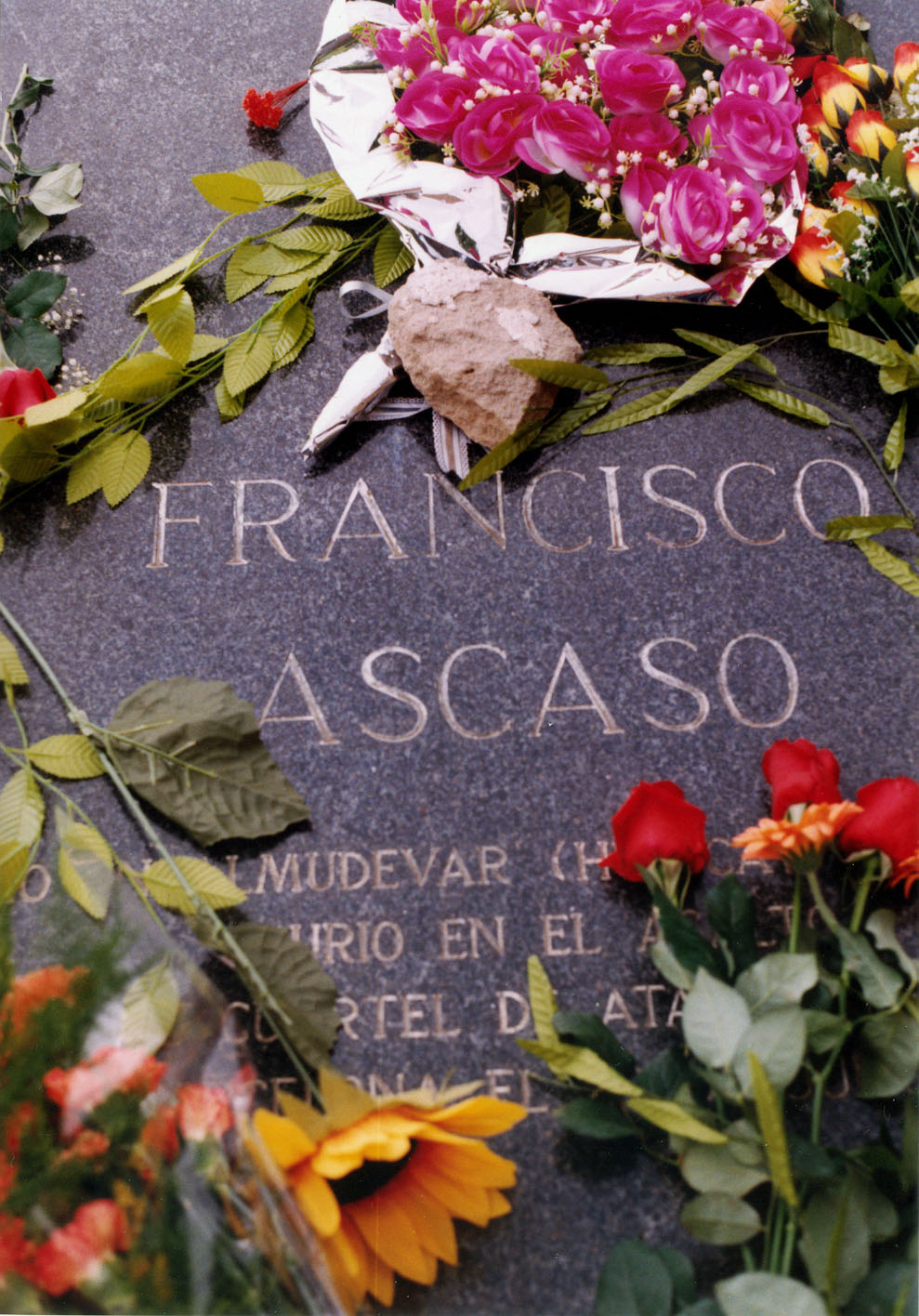
Lápida en la tumba de Francisco Ascaso en el cementerio de Montjuïc.

El estallido de la guerra civil española lo encontró en Barcelona donde, al frente de los militantes de la CNT, murió el 20 de julio de 1936, durante el asalto al cuartel de las Atarazanas, a las pocas horas de iniciado el levantamiento militar, al recibir un balazo en la frente durante la toma del cuartel. 
Francisco Ascaso tenía una personalidad singular que causaba una impronta en los que lo trataron, siendo objeto de descripción por diversas figuras de la época. Así a Federica Montseny le impresionaría cuando en 1931 lo conoció en una reunión celebrada en la casa de su familia (la familia Urales), a la que Francisco asistió junto con Durruti y García Oliver; más adelante lo describiría como una «persona reservada, de mente penetrante e impávida y rostro suave e inteligente, con una expresión de melancólica burla en torno a su boca y una mirada penetrante e irónica. Pequeño y delgado, sus movimientos mesurados ocultaban bajo su gracia indolente una energía sobrehumana». Pío Baroja lo describe en su historia novelada titulada “La familia de Errotacho” como un hombre «vivo, flexible y escurridizo, de aire felino y mirada suspicaz, con una expresión de astucia y de desconfianza unida a algo febril e inquieto». El polifacético pacifista y francmasón franco-belga Léo Campion (1905-1992), que además de compartir ideas ácratas fue compañero de trabajo en una fábrica de accesorios para automóviles durante el tiempo de estancia de Ascaso en aquel país, escribió en 1930: «Ascaso era compañero muy simpático, irónico y discreto, suave y enérgico a la vez; me pareció un poco enfermizo. (…) Desde el principio hablamos de problemas sociales. Todavía me parecía escucharlo cuando decía con su voz suave: 'nadie tiene derecho a gobernar a otros'. Enseguida me fascinó». 
Una de las primeras columnas anarcosindicalistas llegadas para liberar el Aragón fascista fue la "Columna Ascaso". Tercera columna anarcosindicalista organizada en Barcelona que partió desde Barcelona al frente de Aragón el 25 de julio. Algo mejor armada que las dos anteriores, contaba con 4 o 6 ametralladoras y 3 o 4 camiones blindados («tiznaos») transformados en una metalúrgica de Gavá.
El municipio alicantino de San Juan de Alicante fue conocido durante la guerra civil como «Villa Ascaso» aunque este nombre, al parecer, no llegó a aprobarse oficialmente. El Pleno del Ayuntamiento, en sesión celebrada el 16 de noviembre de 1936, aprobó, por unanimidad y a mano alzada, el nombre de Villa Rusia de Alicante. Como quiera que los anarquistas no estuvieron conformes, se produjo un altercado grave en el mismo salón de sesiones. A la vista de ello el alcalde zanjó el asunto: «Señores, como no estamos de acuerdo cuando acabe la guerra ya pensaremos en el nombre, mientras tanto el pueblo seguirá llamándose San Juan». Las pintadas por el pueblo no se hicieron esperar, por doquier podía leerse «Este pueblo se llama Villa Ascaso».[cita requerida]
De la plenitud con que vivió a pesar de su brevedad se hace eco Felipe Alaíz con ocasión de su muerte: «ni los vegetarianos con sus acelgas ni los frailes con su elixir de larga vida, ni los rentistas con los disolventes de sangre espesa, ni los banqueros millonarios consiguen vivir un siglo en un tercio de siglo».